# Przerycie (Rudy)
Przerycie – przysiółek wsi Rudy, w Polsce, w województwie śląskim, w powiecie raciborskim, w gminie Kuźnia Raciborska
Przysiółek położony jest w północnej części Rud na skrzyżowaniu drogi wojewódzkiej nr 919 oraz drogi wojewódzkiej nr 921, która zaczyna w Przeryciu swój bieg w kierunku Zabrza. Przez miejscowość płynie rzeka Wierzbnik, dopływ Rudy.
Kolonia fabryczna założona przez Cystersów w 1861 roku. Obecnie dominuje zabudowa domów jednorodzinnych.